# Valle de los reyes tracios
El Valle de los reyes tracios está situado en el valle de Tundzha al noroeste de la ciudad búlgara de Kazanlak.

## Historia
La zona del valle se cree que tenía un significado especial para los habitantes de la ciudad tracia de Seutópolis, capital del rey Seutes III que gobernó a la tribu tracia de los odrisios en el siglo IV a. C. Por esta razón, el valle conserva numerosas tumbas-túmulo de nobles y reyes tracios.

## Túmulos

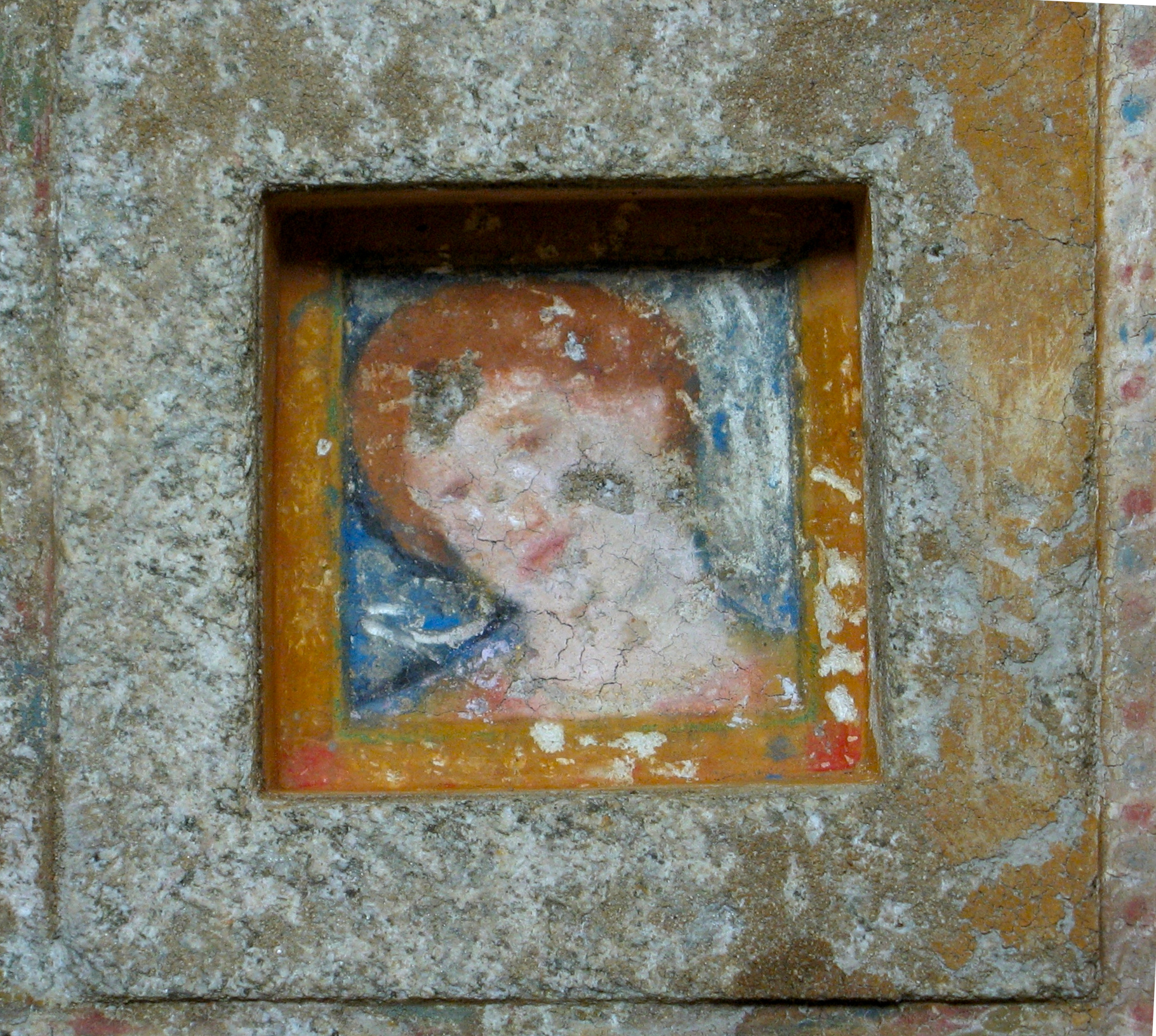
Imagen de niña en el túmulo de Mogila Ostrousha.

Los principales túmulos o mogili son:
- Tumba tracia de Shushmanets.
- Tumba tracia de Kazanlak.
- Tumba de Seutes III. Tumba compuesta por tres cámaras. Esta tumba pertenecía al rey tracio Seutes III. Las piezas de oro, plata así como parte de una estatua del rey, material de adorno de un caballo y otras piezas están expuestas en el museo Iskra de Kazanlak.
- Mogila Griffin (42°42′15.02″N 25°20′26.18″E / 42.7041722, 25.3406056). Túmulo-templo con una cámara circular en la que se pueden ver asientos.
- Mogila Helvetia: El túmulo contiene un templo y una antecámara.
- Mogila Golyama Arsenalka.
- Mogila Ostrousha (42°41′23.47″N 25°21′3.49″E / 42.6898528, 25.3509694). Tumba con seis cámaras. Destaca la imagen de una niña pelirroja.
- Mogila Svetitsata (42°41′17.17″N 25°22′8.01″E / 42.6881028, 25.3688917).
- Malka Kosmatka (42°42′0.38″N 25°20′7.95″E / 42.7001056, 25.3355417).